# Microctenopoma congicum
Microctenopoma congicum är en fiskart som först beskrevs av Boulenger, 1887.  Microctenopoma congicum ingår i släktet Microctenopoma och familjen Anabantidae. IUCN kategoriserar arten globalt som livskraftig. Inga underarter finns listade i Catalogue of Life.